# 利拉山
67°52′S 48°53′E / 67.867°S 48.883°E
利拉山是南極洲的山峰，位於恩德比地，處於孔頓山以東9公里，該山峰的地形在1961至1962年間由蘇聯的探險隊所勘測，並把其命名。